# KD Avia
KD Avia (Russisch: КД авиа) was een Russische luchtvaartmaatschappij met haar hoofdzetel in Kaliningrad. Van daar uit voerde zij passagiers- vracht- en chartervluchten uit binnen Rusland en naar omringende landen. Haar belangrijkste lijnen waren de verbindingen van de enclave Oblast Kaliningrad met de rest van Rusland.

## Geschiedenis
KD Avia is in 1976 ontstaan als Kaliningrad Air Enterprise vanuit de divisie Kaliningrad van Aeroflot.
Vanaf 1998 is de naam gewijzigd in Kaliningradavia of Kaliningrad Air. In 2005 werd de huidige naam KD Avia ingevoerd.
Op 4 september 2009 werd bekendgemaakt dat het certificaat van KD Avia op 14 september wordt ingetrokken en dat alle vluchten worden geannuleerd.

## Diensten
KD Avia voerde lijnvluchten uit naar: (juli 2007)
Binnenland:
- Tsjeljabinsk, Kaliningrad, Kazan, Moskou, Nizjni Novgorod, Omsk, Samara, Sint-Petersburg, Tjoemen, Oefa, Wolgograd

Buitenland:
- Athene, Kiev, Amsterdam, Barcelona, Berlijn, Düsseldorf, Hamburg, Hannover, Londen, Milaan, München, Nur-Sultan, Praag, Rome.

## Vloot
De vloot van KD Avia bestond in juli 2008 uit:
- 16 Boeing 737-300 + 6 (In bestelling)
- 2 Tupolev TU-134A
- 25 Airbus A319 (In bestelling)